# Áno Achláda
Áno Achláda (Ano Achlada) är en ort i Grekland.   Den ligger i prefekturen Nomós Florínis och regionen Västra Makedonien, i den norra delen av landet, 400 km nordväst om huvudstaden Aten. Áno Achláda ligger 744 meter över havet och antalet invånare är 102.
Terrängen runt Áno Achláda är varierad.Runt Áno Achláda är det ganska glesbefolkat, med 25 invånare per kvadratkilometer. Närmaste större samhälle är Melíti, 4,7 km sydväst om Áno Achláda. Trakten runt Áno Achláda består i huvudsak av gräsmarker.